# Pedrosa de la Vega
Pedrosa de la Vega – gmina w Hiszpanii, w prowincji Palencia, w Kastylii i León, o powierzchni 21,06 km². W 2011 roku gmina liczyła 340 mieszkańców.